# Süderau
Süderau är en kommun och ort i Kreis Steinburg i förbundslandet Schleswig-Holstein i Tyskland.
Kommunen ingår i kommunalförbundet Amt Krempermarsch tillsammans med ytterligare nio kommuner.